# Kradenanrejo
Kradenanrejo is een bestuurslaag in het regentschap Lamongan van de provincie Oost-Java, Indonesië. Kradenanrejo telt 2081 inwoners (volkstelling 2010).